# Metsä Tissue
Metsä Tissue er en finsk virksomhed, der fremstiller tissue-papirprodukter samt bage- og madlavningspapir. Metsä Tissue's mærker er Lambi, Serla, Mola, Tento, Katrin og SAGA. Metsä Tissue har ti produktionsenheder i Finland, Tyskland, Polen, Slovakiet og Sverige. Metsä Tissue er et datterselskab i Metsä Group. I 2014 var omsætningen på 1 mia. Euro og der var 2.800 ansatte.
Metsä Tissue var oprindeligt en skovbrugsindustrivirksomhed etableret som G.A. Serlachius Oy i 1868 med en trævarefabrik i Mänttä i Finland. Fremstillingen af toilet-tissue begyndte i 1908 og tissue-baserede servietter og lommetørklæder blev introduceret i Finland i 1930'erne.